# Zarečje (Ilirska Bistrica, Slovenija)
Zarečje je naselje u slovenskoj Općini Ilirskoj Bistrici. Zarečje se nalazi u pokrajini Notranjskoj i statističkoj regiji Notranjsko-kraškoj. 

## Stanovništvo
Prema popisu stanovništva iz 2002. godine naselje je imalo 171 stanovnika.